# Karate-Europameisterschaften 2018
Die 53. Karate-Europameisterschaften der European Karate Federation wurden vom 10. bis 13. Mai 2018 im SPENS in Novi Sad in Serbien ausgetragen. Insgesamt starteten 606 Teilnehmer aus 50 Nationen.

## Medaillen Herren

### Einzel
| Kategorie     | Gold            | Silber           | Bronze                              |
| ------------- | --------------- | ---------------- | ----------------------------------- |
| Kata          | Damián Quintero | Ali Sofuoğlu     | Mattia Busato Roman Heydarov        |
| Kumite -60 kg | Emil Pavlov     | Angelo Crescenzo | Kalvis Kalnins Evgeny Plakhutin     |
| Kumite -67 kg | Burak Uygur     | Stefan Joksic    | Martial Yves Tadissi Stefan Pokorny |
| Kumite -75 kg | Rəfael Ağayev   | Gábor Hárspataki | Luigi Busa Stanislaw Horuna         |
| Kumite -84 kg | Michele Martina | Ivan Kvesic      | Helio Hernandez Uğur Aktaş          |
| Kumite +84 kg | Ivan Klepic     | Shahin Atamov    | Gogita Arkania Tyron-Darnell Lardy  |

### Mannschaft
| Kategorie | Gold                                                                                                   | Silber | Bronze |
| --------- | --- | --- | --- |
| Kata      | Spanien José Carbonell Sergio Galán Francisco Salazar                                                  | Russland Maksim Ksenofontov Mehman Rzaev Emil Skovorodnikov                                                 | Italien Gianluca Gallo Alessandro Iodice Giuseppe Panagia Türkei Duran Kutluhan Emre Vefa Göktaş Ali Sofuoğlu |
| Kumite    | Türkei Rıdvan Kaptan Erman Eltemur Uğur Aktaş Burak Uygur Alparslan Yamanoğlu Ömer Kemaloğlu Samed Gök | Spanien Pablo Arenas Samy Ennkhaili Rodrigo Ibáñez Raúl Cuerva Babacar Seck Jagoba Vizuete Alejandro Molina | Ukraine Ryzvan Talibov Kostiantyn Tsymbal Stanislaw Horuna Andriy Toroshanko Ihor Uhnich Valerii Chobotar Oleksandr Grevtsov Serbien Dejan Cvrkota Nteros Anastasios Slobodan Bitević Nikola Jovanović Stefan Joksić Uroš Mijalković Vladimir Brežančić |

## Medaillen Damen

### Einzel
| Kategorie     | Gold                 | Silber             | Bronze                                       |
| ------------- | -------------------- | ------------------ | -------------------------------------------- |
| Kata          | Sandra Sánchez Jaime | Viviana Bottaro    | Dorota Balciarova Dilara Eltemur             |
| Kumite -50 kg | Serap Özçelik        | Bettina Plank      | Nurana Aliyeva Alexandra Recchia             |
| Kumite -55 kg | Anzhelika Terliuga   | Alesandra Hasani   | Sara Cardin Tuba Yakan                       |
| Kumite -61 kg | Lucie Ignace         | Anita Serjohina    | Merve Çoban Tjasa Ristic                     |
| Kumite -68 kg | Elena Quirici        | Irina Zaretska     | Silvia Semeraro Ivona Cavar                  |
| Kumite +68 kg | Laure Anne Florentin | Eleni Chatziliadou | Anamarija Bujas Celan Laura Gonzalez Palacio |

### Mannschaft
| Kategorie | Gold                                                                   | Silber                                                          | Bronze |
| --------- | ---------------------------------------------------------------------- | --------------------------------------------------------------- | --- |
| Kata      | Italien Sara Battaglia Michela Pezzetti Terryana D’Onofrio             | Spanien Marta García Lidia Rodríguez Raquel Roy                 | Frankreich Marie Bui Lila Bui Jessica Hugues Türkei Dilara Eltemur Rabia Küsmüş Gizem Sofuoğlu                                                    |
| Kumite    | Schweiz Noémie Kornfeld Nina Radjenovic Ramona Brüderlin Elena Quirici | Italien Clio Ferracuti Laura Pasqua Sara Cardin Silvia Semeraro | Frankreich Léa Avazeri Gwendoline Philippe Nancy Garcia Sophia Bouderba Kroatien Alessandra Hasani Ana-Marija Bujas Čelan Ana Lenard Marina Barac |

## Medaillenspiegel
Ausrichter 
| Platz | Land                    | Gold | Silber | Bronze | Gesamt |
| ----- | ----------------------- | ---- | ------ | ------ | ------ |
| 1     | Spanien                 | 3    | 2      | 1      | 6      |
| 2     | Türkei                  | 3    | 1      | 6      | 10     |
| 3     | Italien                 | 2    | 3      | 5      | 10     |
| 4     | Frankreich              | 2    | 0      | 3      | 5      |
| 5     | Schweiz                 | 2    | 0      | 0      | 2      |
| 6     | Aserbaidschan           | 1    | 2      | 2      | 5      |
| 7     | Ukraine                 | 1    | 1      | 2      | 4      |
| 8     | Bosnien und Herzegowina | 1    | 0      | 1      | 2      |
| 9     | Nordmazedonien          | 1    | 0      | 0      | 1      |
| 10    | Kroatien                | 0    | 2      | 2      | 4      |
| 11    | Österreich              | 0    | 1      | 1      | 2      |
|       | Russland                | 0    | 1      | 1      | 2      |
|       | Serbien                 | 0    | 1      | 1      | 2      |
|       | Ungarn                  | 0    | 1      | 1      | 2      |
| 15    | Griechenland            | 0    | 1      | 0      | 1      |
| 16    | Lettland                | 0    | 0      | 2      | 2      |
|       | Slowenien               | 0    | 0      | 1      | 1      |
|       | Slowakei                | 0    | 0      | 1      | 1      |
|       | Portugal                | 0    | 0      | 1      | 1      |
|       | Niederlande             | 0    | 0      | 1      | 1      |
|       | Georgien                | 0    | 0      | 1      | 1      |
| Total | Total                   | 16   | 16     | 32     | 64     |